# Kanton Baie-Mahault-1
Kanton Baie-Mahault-1 is een kanton van het Franse departement Guadeloupe. Kanton Baie-Mahault-1 maakt deel uit van het arrondissement Basse-Terre en telde 19.633 inwoners in 2019.
De kanton is in 2015 opgericht door de splitsing van het kanton Baie-Mahault.

## Gemeenten
De kanton Marie-Galante omvat de volgende gemeente:
- Baie-Mahault (gedeeltelijk)